# Río Buraleo
El río Buraleo (del Mapudungun:río de numerosas corrientes) es un curso de agua que nace en las laderas del cerro homónimo (2.639 m s. n. m.) sobre la cordillera de los Andes en la provincia del Neuquén, Argentina.
En su curso recoge el agua de numerosos arroyos que van sumando caudal a su cauce. Desemboca sus aguas en el río Nahueve, y éste a su vez da sus aguas al río Neuquén. 